# 北広島市立東部小学校
北広島市立東部小学校（きたひろしましりつとうぶしょうがっこう）は、北海道北広島市中央に所在する公立小学校。

## 沿革
年表
- 1892年（明治25年）- 広島簡易教育所が設置[1]。
- 1895年（明治28年）- 広島簡易教育所が広島尋常小学校に改称[1]。
- 1900年（明治33年）- 高等科併設[2]により広島尋常高等小学校に改称[1]。
- 1941年（昭和16年）- 広島東部国民学校に改称[1]。
- 1947年（昭和22年）- 広島村立東部小学校に改称[1]。
- 1951年（昭和26年）- 校歌制定[1]。
- 1965年（昭和40年）- 広島市立段原小学校と姉妹校[2]。
- 1968年（昭和43年）- 町制施行により広島町立東部小学校に改称。
- 1969年（昭和44年）- 新校舎完成[1]。
- 1972年（昭和47年）- 広葉小学校が分離[1]。
- 1979年（昭和54年）- 校舎第4期工事完了、校舎完成[1]。
- 1990年（平成2年）- 北の台小学校が分離[1]。
- 1996年（平成8年）- 市制施行により北広島市立東部小学校に改称。
- 2001年（平成13年）- コンピュータ室設置[1]。
- 2004年（平成16年）- 子どもと親の心の相談員配置[1]。
- 2006年（平成18年）- 特別支援学級の開設[1]。
- 2008年（平成20年）- 図書室・パソコン室整備[1]。
- 2009年（平成21年）- 校舎大規模耐震・改修工事完了[1]。
- 2010年（平成22年）- 児童用の机・椅子を新規格に更新[1]。
- 2011年（平成23年）- 職員室用コンピュータ更新[1]。
- 2012年（平成24年）- 体育館耐震改修工事[1]。

## 教育目標
- 私たちは仲よく 強く 明るく 伸びる 東小のよい子です[3]

## 通学区域
通学区域は以下の通り。
- 東の里
- 中の沢
- 南の里
- 富ヶ岡
- 稲穂町
- 新富町
- 朝日町
- 美沢
- 中央

## 進学先中学校
- 北広島市立東部中学校

## 交通アクセス
鉄道
- JR千歳線北広島駅東口より、徒歩9分。

バス
- 北海道中央バス
  - さんぽまち・東部線「北広島市役所」停留所下車、徒歩6分[5]。
  - 広島線「北広島市役所」停留所下車、徒歩6分[5]。
- ジェイ・アール北海道バス
  - （大33・新33）北広島線「東部中学校前」停留所下車、徒歩2分[6]。
  - （大34・新34）長沼線「東部中学校前」停留所下車、徒歩2分[6]。
  - （大35）南幌線「東部中学校前」停留所下車、徒歩2分[6]。
  - （広91・江92）共栄線「東部中学校前」停留所下車、徒歩2分[7]。